# Pinilla de Toro
Pinilla de Toro ist ein nordwestspanischer Ort und eine Gemeinde (municipio) mit 184 Einwohnern (Stand: 2024) im Osten der Provinz Zamora in der Autonomen Gemeinschaft Kastilien-León.

## Lage und Klima
Der Ort Pinilla de Toro liegt in der kastilisch-leonesischen Hochebene in einer Höhe von etwa 765 m. Die sehenswerte Stadt Toro liegt nur ca. 12 km (Fahrtstrecke) südlich; die Provinzhauptstadt Zamora befindet sich gut 40 km südwestlich und die Großstadt Valladolid ist ca. 65 km in östlicher Richtung entfernt. Das Klima im Winter ist durchaus kalt, im Sommer dagegen warm bis heiß; die spärlichen Regenfälle (ca. 430 mm/Jahr) fallen verteilt übers ganze Jahr.

## Bevölkerungsentwicklung
| Jahr      | 1857 | 1900 | 1950 | 2000 | 2020 |
| Einwohner | 1253 | 1412 | 1109 | 381  | 217  |

Der deutliche Bevölkerungsrückgang in der zweiten Hälfte des 20. Jahrhunderts ist im Wesentlichen auf die Mechanisierung der Landwirtschaft, die Aufgabe bäuerlicher Kleinbetriebe („Höfesterben“) und den damit einhergehenden Verlust von Arbeitsplätzen zurückzuführen.

## Wirtschaft
Die auf den fruchtbaren Lehm- und Lössböden der Tierra de Toro betriebene Feldwirtschaft, zu der auch der Weinbau gehörte, und die Haltung von Kleinvieh (v. a. Hühner) bildeten jahrhundertelang die Lebensgrundlage der als Selbstversorger lebenden Bevölkerung der Region; vor allem Esel wurden als Tragtiere gehalten. Seit dem Mittelalter entwickelten sich auch Handwerk, Kleinhandel und Dienstleistungsbetriebe aller Art. Die Gemeinde liegt heute etwas nördlich der Weinbauregion Toro. Viele ältere Häuser werden als Ferienwohnungen (casas rurales) vermietet.

## Geschichte
Auf dem Gemeindegebiet wurden bronzezeitliche Funde gemacht; später kamen Römer und Westgoten und im 8. Jahrhundert wurde das Gebiet von den Mauren überrannt, die bereits im 10. Jahrhundert im Rahmen der Reconquista nach Süden abgedrängt werden konnten. Ende des 10. Jahrhunderts machte der maurische Heerführer Almansor die christlichen Erfolge vorübergehend wieder zunichte, doch im 11. Jahrhundert dehnte das Königreich León sein Herrschaftsgebiet erneut bis zur Duero-Grenze aus. Die Region wurde wiederbesiedelt (repoblación). Nach vorangegangenen Versuchen vereinigte sich León im Jahr 1230 endgültig mit dem Königreich Kastilien, doch kam es auch in der Folgezeit immer wieder zu Auseinandersetzungen. Seine Blütezeit erlebte der Ort im ausgehenden Mittelalter und in der frühen Neuzeit.

## Sehenswürdigkeiten

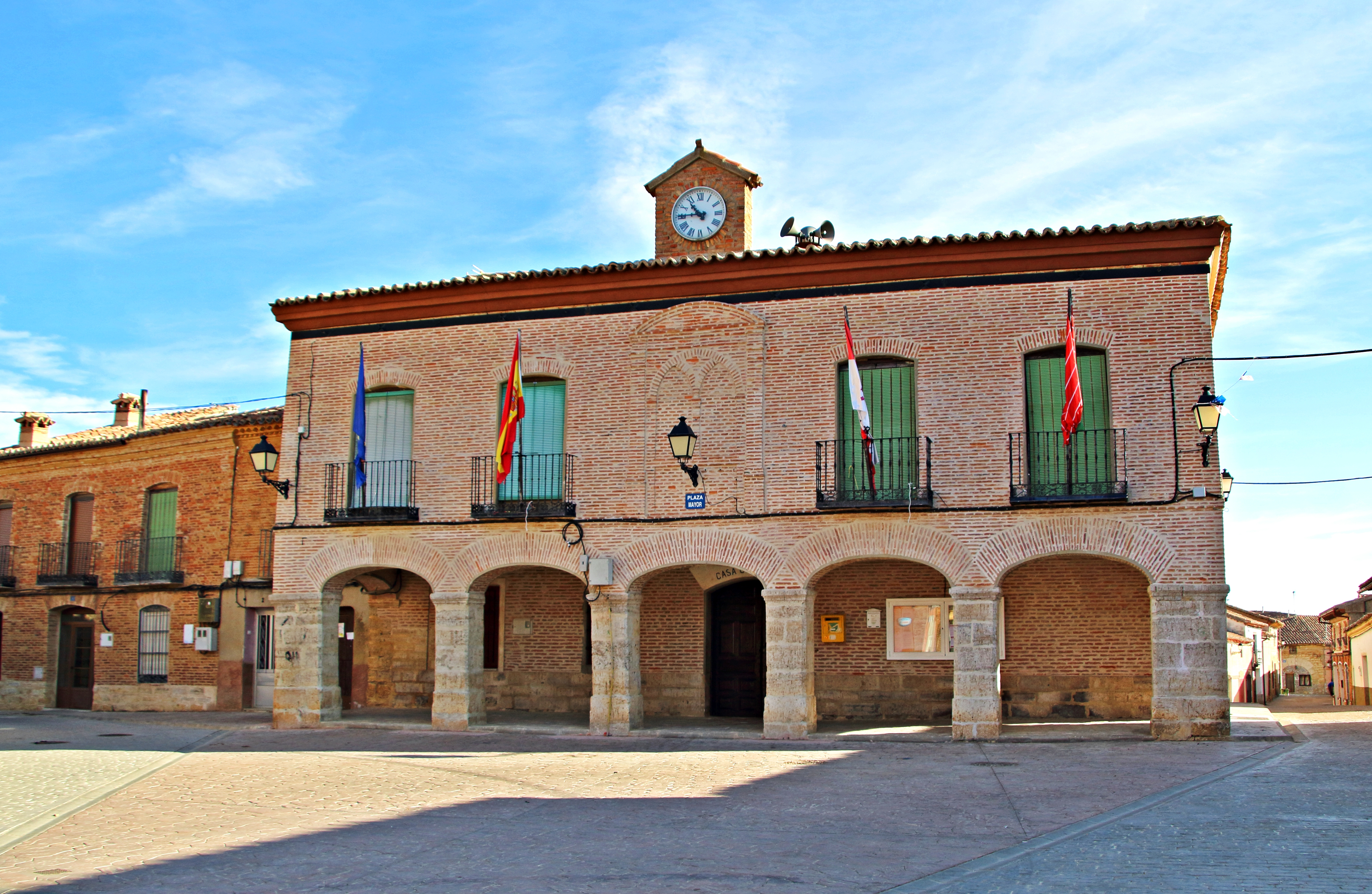
Pinilla de Toro – Rathaus

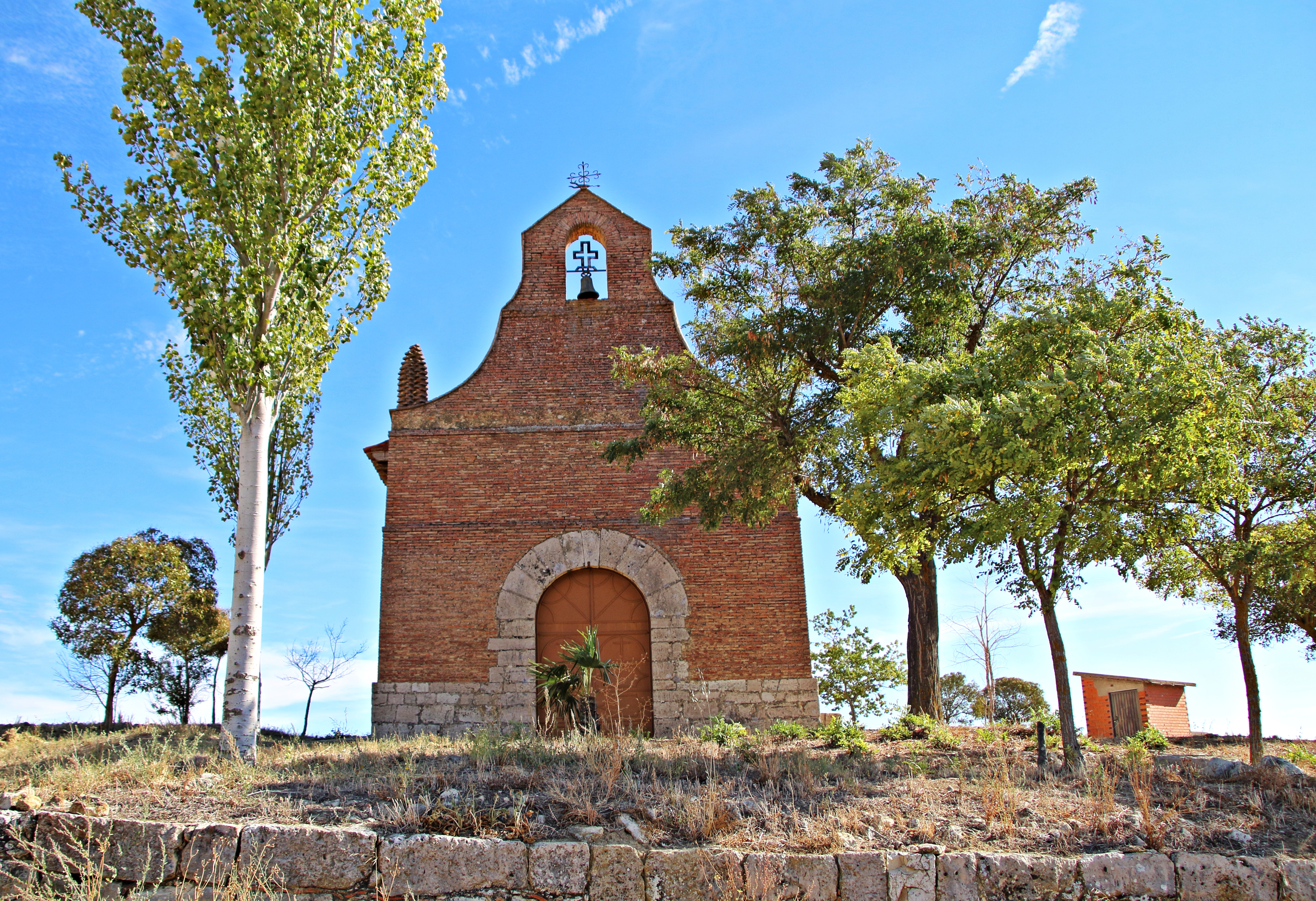
Pinilla de Toro – Kapelle (ermita)

- Die im Mudéjar-Stil aus Bruch- und Ziegelsteinen erbaute einschiffige Iglesia de San Esteban ist dem Erzmärtyrer Stephanus geweiht. Außergewöhnlich für die Region ist der aus exakt behauenen Werksteinen errichtete und ursprünglich mit einer Wehrplattform versehene Glockengiebel (espadaña), die später zu einer Glockenstube umgestaltet wurde. Auch der nach Süden geöffnete Portikus der Kirche ist eine spätere Hinzufügung.
- Die dreischiffige Iglesia de San Martín zeigt ähnliche, aber deutlich spätere Stilformen. Der kleine Portalvorbau scheint aus der Renaissance bzw. dem Frühbarock zu stammen.
- Das beinahe zur Gänze aus Ziegelsteinen gemauerte Rathaus (ayuntamiento) verfügt über einen zum Hauptplatz hin geöffneten Bogengang in Erdgeschoss.

Umgebung
- Der örtliche Friedhof befindet sich in einem ummauerten Gelände außerhalb des Ortes.
- Die Ermita de Sebastián erhebt sich auf einer kleinen Anhöhe.
- In den Feldern steht noch die Ruine eines ehemaligen, aus Lehm errichteten Taubenhauses.